# PRB (2000)
Pour les articles homonymes, voir PRB et PRB (IMOCA).
PRB (2000), ex Roxy, ex Fruit, est renommé Aïto en 2024. C'est un voilier monocoque conçu pour la course au large, répondant aux normes de la classe 60 pieds IMOCA, mis à l'eau en mai 2000. Il est le troisième du nom de la série PRB IMOCA. Ce bateau est le seul à avoir remporté deux Vendée Globe (en 2000-2001, barré par Michel Desjoyeaux, et 2004-2005, barré par Vincent Riou). .

## Historique
En 1999, le chantier Mag France construit ce PRB pour Michel Desjoyeaux. Mis à l'eau en mai 2000, il s'agit du troisième du nom : il succède au bateau d'Isabelle Autissier. Il participe au Vendée Globe 2000-2001 qu'il remporte en 93 jours 3 h 57 min battant le précédent record de Christophe Auguin de plus de 12 jours.
En 2001, à la suite du départ de Michel Desjoyeaux qui signe un contrat de partenariat de cinq ans avec Géant avec à la clé la construction d'un trimaran de 60 pieds, le bateau est loué à Virbac et Jean-Pierre Dick en attendant la construction de son Virbac-Paprec. En 2003, PRB confie le monocoque à Vincent Riou qui en était le préparateur lors du Vendée Globe 2000-2001. À sa barre, Riou gagne le Vendée Globe 2004-2005.
Le bateau, rebaptisé Roxy et mené par Anne Liardet puis Samantha Davies, court — entre autres — le Vendée Globe 2008-2009.
Passé aux mains de Krzysztof Owczarek et Armand Coursaudon sous le nom de Fruit, le bateau ne peut prendre le départ de la Barcelona World Race 2010-2011 pour cause de non-respect de la jauge IMOCA. En 2013, il est saisi par la justice pour des impayés pour la location de sa place de ponton dans le port de Brest mais n'est finalement pas mis aux enchères, le propriétaire réglant ses arriérés,. De 2011 à 2024, il est stationné dans l'état de presqu'épave au Port du Château à Brest. 
En juin 2024, il est vendu à l'association Earwen, créée par François de Witt, Kieran Le Borgne et Léopold Petit, et rebaptisé Aïto. L'objectif de l'association est de réhabiliter le bateau et de le remettre à l'eau pour participer à la Route du Rhum 2026.

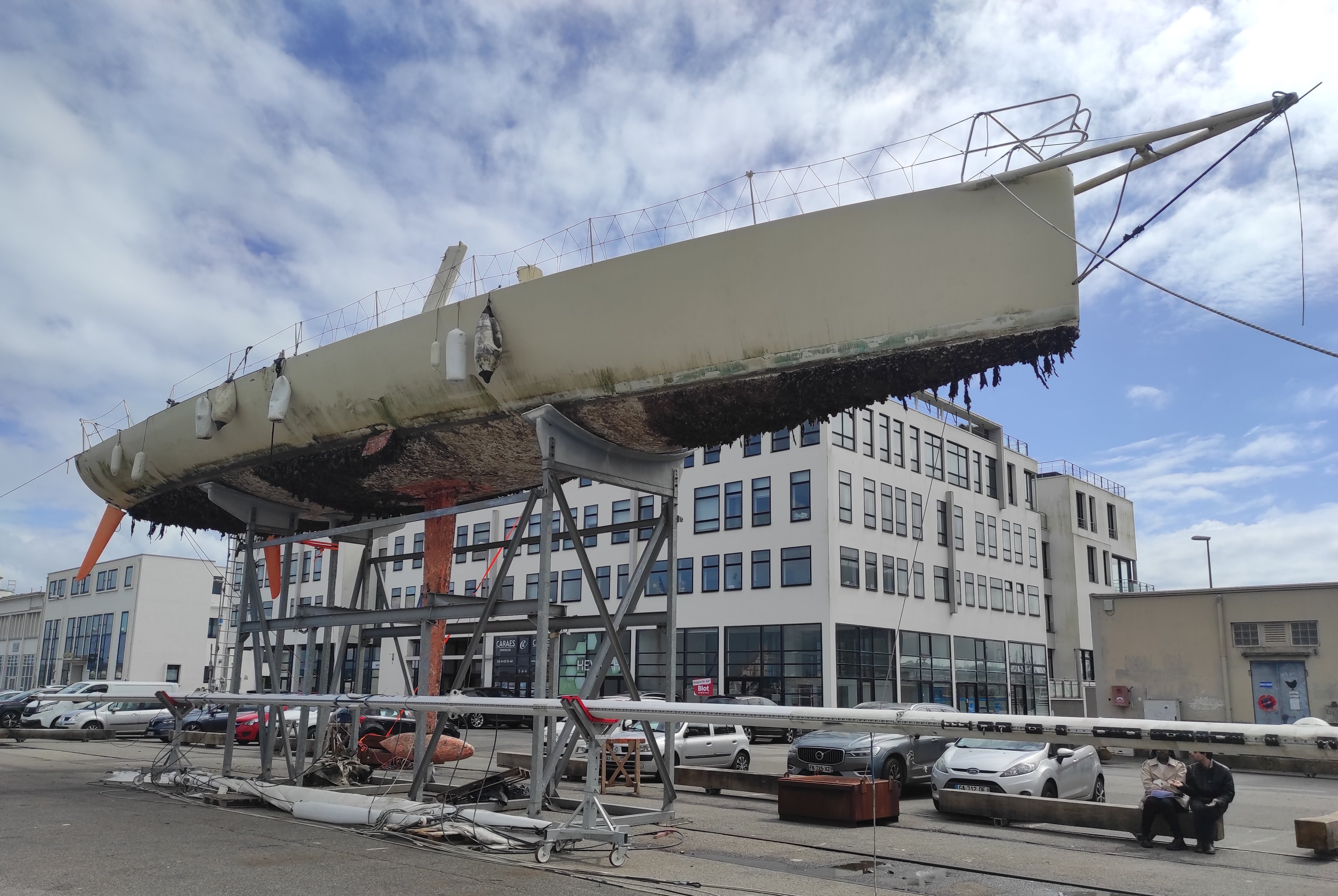
IMOCA PRB 2000 hors d'eau sur le quai Malbert du port de commerce de Brest.

## Caractéristiques techniques
- Numéro de course: 85
- Architectes : Finot-Conq
- Constructeur :  Chantier Mag France, Fontenay-le-Comte
- Sponsors : PRB - Bouillet-Leroux - TBS - Gîtes de France
- Lancement : mai 2000
- Longueur : 60 pieds (18,28 m)
- Flottaison : 18,28 m
- Maître bau : 5,46 m
- Tirant d'eau : 4,50 m
- Quille : quille pendulaire 30°
- Lest : 3,20 t
- Ballasts : Avant 2 × 1 500 l, arrière 2 × 1 700 l
- Safrans : 2 extérieurs, relevables et interchangeables
- Autres appendices : 1 dérive centrale inclinée vers l'arrière, en avant du mât
- Gréement : sloop
- Hauteur du mât : carbone 26 m, 2 étages de barre de flèche
- Nombre de voiles : 9 (1 grand-voile - 1 génois - 1 solent - 2 trinquettes - 1 reacher - 1 tourmentin - 1 gennaker - 1 spi)
- Voilure au près : 300 m2
- Voilure au portant : 560 m2
- Matériau de construction : carbone Nomex

Équipements :
- Espars : CDK Technologies
- Voiles : Incidences
- Enrouleurs : Facnor- Iroise gréement
- Accastillage : Lewmar- Frédériksen- wichard- Spinlock
- Pilotes : 2 gyropilotes NKE- 1 Autohelm 7000
- Radar : Furuno 831
- Sécurité : 2 radeaux Plastimo

Énergie
- Moteur : 1 Yanmar 37 ch - Batteries : oui
- Panneaux solaires : 15 Webasto 50W
- Éolienne : Air Marine 40

## Palmarès

### Sous le nomPRB
- 2001 : Vainqueur du Vendée Globe 2000-2001 barré par Michel Desjoyeaux
- 2003 : 4e de la Transat Jacques-Vabre barré par Vincent Riou et Jérémie Beyou
- 2005 :  Vainqueur du Vendée Globe 2004-2005 barré par Vincent Riou en 87 jours 10 heures 47 minutes et 55 secondes (nouveau record)

### Sous le nomRoxy
- 2005 : 8e de la Transat Jacques-Vabre barré par Anne Liardet et Miranda Merron
- 2006 : 8e de la Route du Rhum 2006 barré par Anne Liardet
- 2007 : 10e de la Transat Jacques-Vabre barré par Samantha Davies et Jeanne Grégoire
- 2007 : 7e de la Transat B to B barré par Samantha Davies
- 2008 : 5e de la Transat anglaise 2008 barré par Samantha Davies
- 2009 : 4e du Vendée Globe 2008-2009 barré par Samantha Davies